# Василије Ђурић
Василије Ђурић (Сјеница, 1878 — Воштарина, 1916) био је српски потпоручник. Носилац је Карађорђеве звезде са мачевима.

## Биографија
Рођен је 1878. године у близини Сјенице, где је провео детињство; школовање је наставио у Београду и у Нишу завршио Учитељску школу. Као учитељ радио је у Рачи код Куршумлије. Непосредно пред почетак рата радио је у Међухани код Блаца. Иако није био војни обвезник као добровољац, ступио је у 2. прекобројни пук у саставу комбиноване дивизије. Учествовао је у бици на Церу и Колубари. У Колубарској бици као наредник са четом иде у јуриш када је и тешко рањен. За испољену храброст унапређен је у чин резервног подпоручника и одликован је Златном медаљом за храброст.

У борбама на Црној Реци 1916. године у јуришу са својим водом тешко је рањен у главу и од последица рањавања преминуо је у тридесет осмој години живота 14. октобра 1916. године. Сахрањен је на Војничком гробљу у селу Воштарини. За испољену храброст резервни потпоручник и учитељ Василије Ђурић посмртно је одликован официрским орденом Карађорђеве звезде са мачевима 4. реда. Одликован је указом број 31.222.